# كريس راسيل
كريس راسيل (16 فبراير 1989 في المملكة المتحدة - ) (بالإنجليزية: Chris Russell)‏ هو لاعب كريكت بريطاني. لعب مع نادي مقاطعة ورسسترشاير للكريكيت ‏.

## وصلات خارجية
- كريس راسيل على موقع إي آس بي آن كريك إنفو (الإنجليزية)